# Esprínter

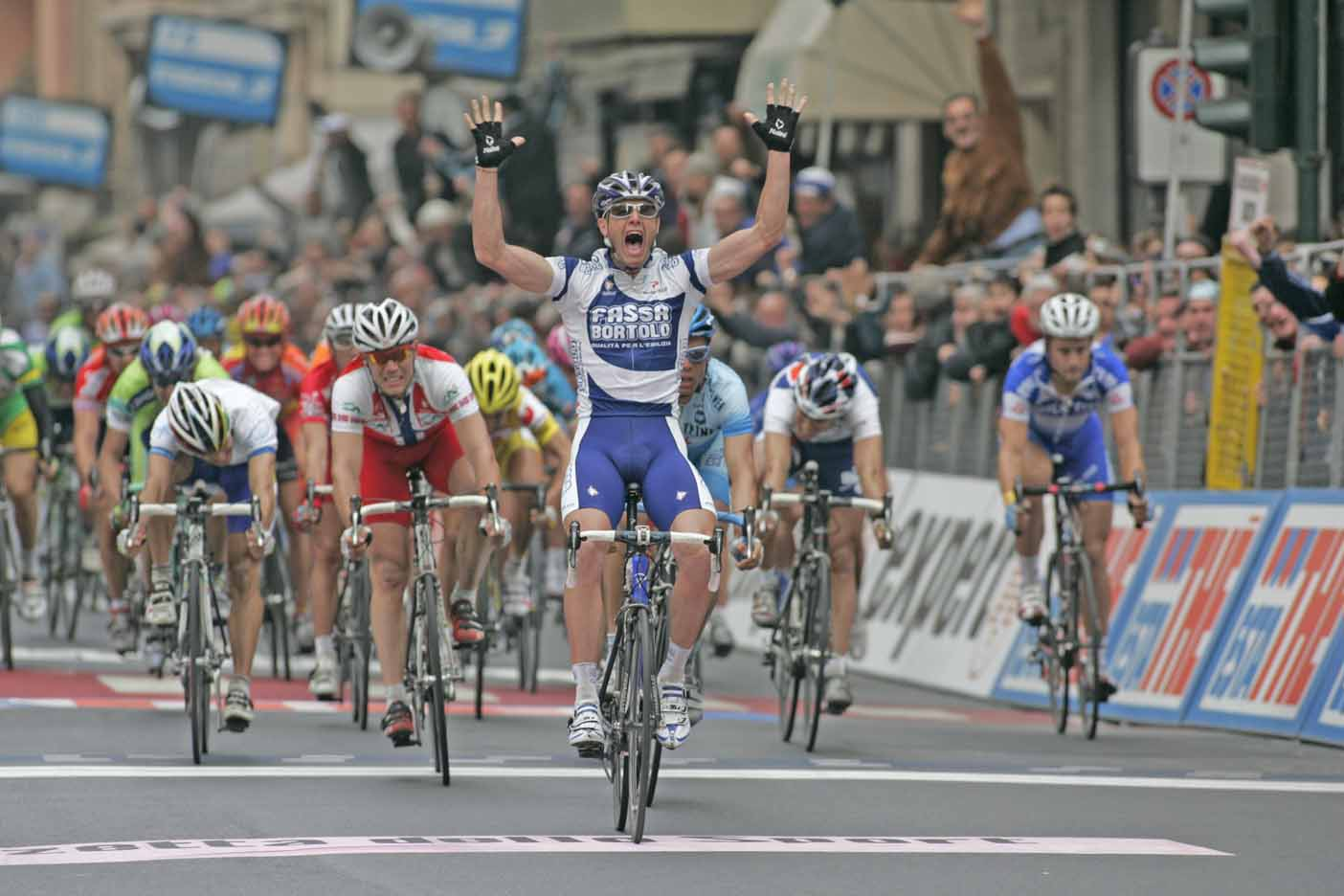
Alessandro Petacchi (en la imagen, celebrando su victoria en la edición de 2005 de la clásica Milán-San Remo), el ciclista que más victorias ha conseguido en los años 2000.

Un esprínter o embalador (en inglés o en el ámbito ciclista, sprinter) es un ciclista de carretera o pista caracterizado por poseer gran potencia y alta velocidad en esfuerzos cortos, lo que le permite obtener mejores resultados en las llegadas en pelotón o llegadas masivas, denominados embalajes, esprines o esprints. Los esprínteres están especializados en las etapas llanas de las carreras por etapas, así como en las clásicas de un día con perfil llano. Son conocidos también como velocistas.

## Mayor número de victorias
Los esprínteres son los ciclistas que más victorias acumulan en una temporada al terminar la mayoría de etapas en embalajes masivos. Entre los más importantes destacan el francés André Darrigade, el neerlandés Jan Janssen y el belga Rik Van Steenbergen, en las décadas de los años 50 y 60; los belgas Roger De Vlaeminck, Freddy Maertens y Eddy Planckaert, así como el irlandés Sean Kelly, en los 70 y 80; el uzbeko Djamolidine Abdoujaparov, el neerlandés Jean Paul Van Poppel y el italiano Mario Cipollini en los 90; el alemán Erik Zabel, el español Óscar Freire, el australiano Robbie McEwen, el italiano Alessandro Petacchi y el británico Mark Cavendish en los primeros años del siglo XXI; y recientemente el eslovaco Peter Sagan, los alemanes André Greipel y Marcel Kittel, el colombiano Fernando Gaviria, el australiano Caleb Ewan, el noruego Alexander Kristoff y el italiano Elia Viviani en los años 2010.

### Tabla de victorias 1999-2024
Para certificar el hecho de que son los ciclistas que más victorias suelen acumular a lo largo de una temporada a continuación se muestran los tres ciclistas que más victorias han conseguido a lo largo de las temporadas disputadas entre 1999 y 2024, marcando en negrita aquellos que son sprínteres (tanto sprínteres puros o ciclistas que acumulan la mayoría de victorias en carreras adaptadas a sprínteres).
| Año  | 1º con más victorias (n.º de victorias)                      | 2º con más victorias (n.º de victorias)                   | 3º con más victorias (n.º de victorias)                                 |
| ---- | ------------------------------------------------------------ | --------------------------------------------------------- | ----------------------------------------------------------------------- |
| 1999 | Jaan Kirsipuu (18)                                           | Jans Koerts (15) Mario Cipollini (15)                     | Laurent Jalabert (14)                                                   |
| 2000 | Erik Zabel (17)                                              | Piotr Wadecki (15)                                        | Ángel Edo (13) Jaan Kirsipuu (13)                                       |
| 2001 | Erik Zabel (21)                                              | Jaan Kirsipuu (18)                                        | Ondřej Sosenka (12)                                                     |
| 2002 | Robbie McEwen (19)                                           | Erik Zabel (16)                                           | Mario Cipollini (14)                                                    |
| 2003 | Alessandro Petacchi (24)                                     | Jaan Kirsipuu (12)                                        | Erik Zabel (10)                                                         |
| 2004 | Alessandro Petacchi (21)                                     | Tom Boonen (19)                                           | Alejandro Valverde (15)                                                 |
| 2005 | Alessandro Petacchi (25)                                     | Robbie McEwen (15)                                        | Tom Boonen (14)                                                         |
| 2006 | Tom Boonen (21)                                              | Alexander Khatuntsev (13) Alessandro Petacchi (13)        | Robbie McEwen (12)                                                      |
| 2007 | Edvald Boasson Hagen (15)                                    | Alessandro Petacchi (14)                                  | Mark Cavendish (11) Piotr Zaradny (11) Tom Boonen (11)                  |
| 2008 | Mark Cavendish (17)                                          | Tom Boonen (15)                                           | André Greipel (14)                                                      |
| 2009 | Mark Cavendish (23)                                          | André Greipel (20)                                        | Edvald Boasson Hagen (13)                                               |
| 2010 | André Greipel (21)                                           | Mark Cavendish (11)                                       | Óscar Soliz (10) Taylor Phinney (10) David McCann (10)                  |
| 2011 | Philippe Gilbert (18)                                        | Marcel Kittel (17)                                        | Peter Sagan (15)                                                        |
| 2012 | André Greipel (19)                                           | Peter Sagan (16)                                          | Mark Cavendish (15)                                                     |
| 2013 | Peter Sagan (22)                                             | Mark Cavendish (19)                                       | Marcel Kittel (16)                                                      |
| 2014 | André Greipel (16)                                           | Arnaud Démare (15)                                        | Alexander Kristoff (14)                                                 |
| 2015 | Alexander Kristoff (20)                                      | Marko Kump (18)                                           | André Greipel (16)                                                      |
| 2016 | Timothy Dupont (15)                                          | Peter Sagan (14)                                          | Bryan Coquard (13) Alexander Kristoff (13)                              |
| 2017 | Marcel Kittel (15) Fernando Gaviria (15) Jakub Mareczko (15) | Peter Sagan (12)                                          | Alejandro Valverde (11)                                                 |
| 2018 | Elia Viviani (18)                                            | Alejandro Valverde (14) Dylan Groenewegen (14)            | Jakub Mareczko (13)                                                     |
| 2019 | Dylan Groenewegen (15)                                       | Sam Bennett (13) Pascal Ackermann (13) Primož Roglič (13) | Orluis Aular (12) Onur Balkan (12) Julian Alaphilippe (12)              |
| 2020 | Arnaud Démare (14)                                           | Primož Roglič (12)                                        | Tadej Pogačar (9) Remco Evenepoel (9)                                   |
| 2021 | Primož Roglič (13) Wout van Aert (13) Tadej Pogačar (13)     | Mark Cavendish (10)                                       | Jasper Philipsen (9) Ethan Hayter (9) Arnaud Démare (9) Tim Merlier (9) |
| 2022 | Tadej Pogačar (16)                                           | Remco Evenepoel (15)                                      | Fabio Jakobsen (13)                                                     |
| 2023 | Miguel Ángel López (20)                                      | Jasper Philipsen (19)                                     | Yacine Hamza (18)                                                       |
| 2024 | Tadej Pogačar (25)                                           | Tim Merlier (16)                                          | Mads Pedersen (12)                                                      |

## Fisiología
Los esprínteres suelen tener una mayor concentración de fibras musculares de rápida reacción con respecto a los ciclistas menos veloces. Los especialistas en dichas llegadas tienden a desarrollar una musculatura mucho más avanzada que el ciclista de ruta medio, combinando la fuerza muscular de sus piernas con un desarrollo corporal superior en el tórax y extremidades superiores, con el fin de aprovechar al máximo su velocidad punta en llegadas apretadas. A menudo, los esprínteres son más pesados que el resto de corredores, lo que limita su ventaja comparativa a las zonas llanas de las etapas. Es, por tanto, habitual ver a este tipo de corredores dejar la compañía del pelotón si una carrera se desarrolla sobre terreno exigente.

## Desarrollo y tácticas

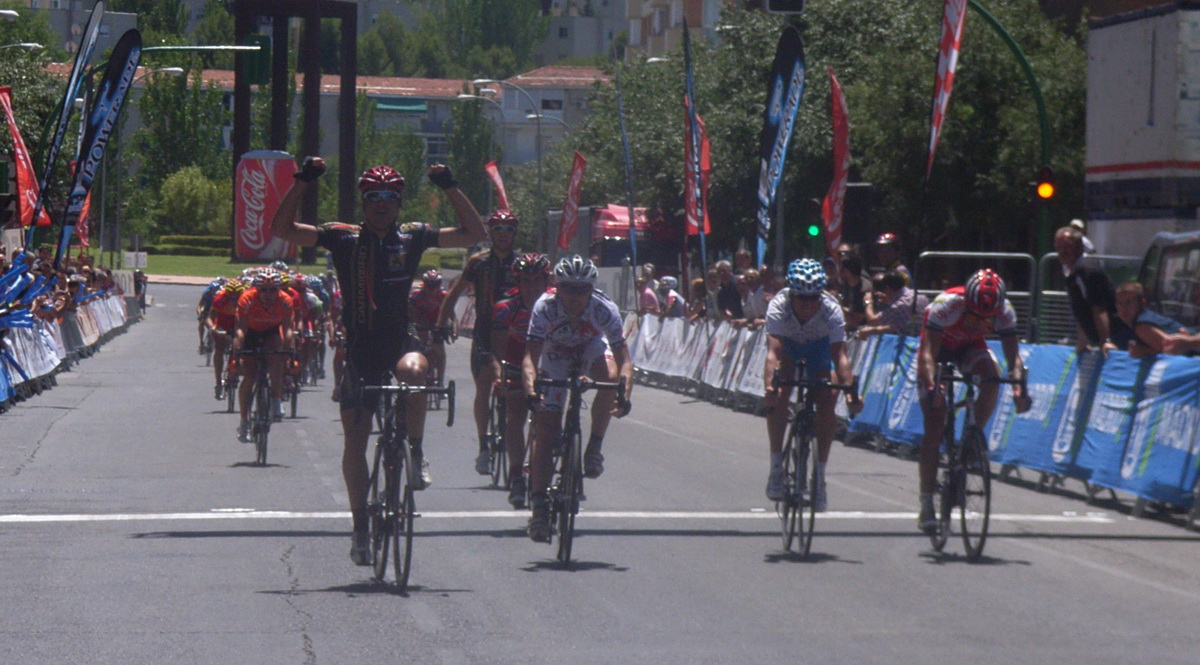
Las vueltas por etapas suelen incluir llegadas aptas para esprínteres (en la imagen, Francisco Ventoso gana una etapa en la Vuelta a la Comunidad de Madrid 2009).

La correcta labor de un esprínter suele estar acompañada de la ayuda del equipo que le precede. Los equipos de los esprínteres preparan la llegada, controlando el pelotón para que su corredor llegue a la recta final con opciones, evitando posibles escapadas y estirando el grupo para hacer más cómodo el tránsito final. Para preparar el esprínt, el esprínter suele contar con uno o varios compañeros que le dan el último relevo, llamados lanzadores cuando lo hace uno solo. En el caso de que sean varios o todos los miembros de un mismo equipo quienes hacen el lanzamiento final en favor de su esprínter principal se le llama tren
Los esprínteres pueden alcanzar grandes velocidades de forma explosiva, o hacerlo en distancias más largas. Así, algunos prefieren lanzar su ataque decisivo desde mayor distancia hacia la meta, mientras que otros esperan, siguiendo el rebufo de sus compañeros u oponentes y retrasando su ataque con respecto a los más adelantados. Los corredores con mayor resistencia al esfuerzo tienen mayor facilidad que sus rivales en llegadas con un ligero desnivel (ejemplo: Óscar Freire), mientras que los esprínteres más puros (ejemplo: Mark Cavendish) prefieren llegadas con ligera cuesta hacia abajo o completamente llanas.
Además de las llegadas, los esprínteres suelen disputar los esprines intermedios (también conocidos como metas volantes), situados por los organizadores de carreras a lo largo de una etapa para fomentar la competitividad en carrera. En las Grandes Vueltas por etapas, los esprines intermedios y las llegadas masivas se valoran a través de una competición por puntos. Un maillot acreditativo suele ser otorgado al líder de dicha competición: verde, en el caso del Tour de Francia; de color rojo (también denominado rosso passione), en el Giro de Italia; o de tonalidad burdeos, en el caso de la Vuelta a España.
Entre las carreras de primer nivel mundial favorables para los esprínteres, destacan las clásicas Milán-San Remo, Vattenfall Cyclassics y París-Tours, así como carreras con mayores dificultades como la Gante-Wevelgem. Todas las grandes vueltas suelen incluir varias etapas con perfiles favorables a dichos especialistas en sus recorridos.

## Esprínteres en pista
Los esprínteres pueden obtener los mejores resultados en las competiciones de pista clasificadas como Sprint -competición individual cronometrada sobre 200 metros-, Sprint olímpico -con varios corredores por equipo, que se van retirando para que el último restante marque el tiempo final-, Keirin -con hasta seis competidores rodando durante varias vueltas tras un vehículo motorizado, que les ayuda a alcanzar velocidad hasta que la prueba está convenientemente lanzada- o Kilómetro, así como en la Persecución individual o Persecución Olímpica, sobre 4000 metros en la clase masculina o 3000 metros en la femenina. De igual modo, la competición de Madison o Americana suele estar compuesta por un rodador y un esprínter, que aprovechan sus ventajas para imponerse a sus rivales.